# Mala Vyska
Mala Vyska (ukrainsk: Мала Виска, russisk: Ма́лая Ви́ска) er en by i Novoukrajinka rajon, Kirovohrad oblast (region) i Ukraine. Den er vært for administrationen af Mala Vyska urban hromada, en af hromadaerne i Ukraine. 
Byen ligger ved floden Mala Vyska (Мала Вись),  en 40 km lang biflod til floden Velyka Vys.
Byen har 11.614 indbyggere, hvilket er et fald fra 13.132 i 2001.

## Historie
Ifølge nogle kilder lå Nykodymiv Khutir på  den moderne bys område.
På trods af at en masse stammer, herunder skytiske, gik gennem Mala Vyska-området, boede ingen permanent der. Officielt går Mala Vyska's historie tilbage til 1752, da de første moldaviske emigranter ankom og grundlagde en landsby ved Vysi-flodens bred. I dag er denne bebyggelse et af byens distrikter.
I begyndelsen af det 19. århundrede gav Katarina 2. nogle af landområderne som en gave til prins Kudashev. Denne prins opkaldte byen efter sig selv, Kudesheve.
Det moderne navn Mala Vyska blev givet af Kniaz Ulashyn, som tilfældigvis købte Kudashevs jord i midten af det 19. århundrede.